# Villa Sant’Angelo

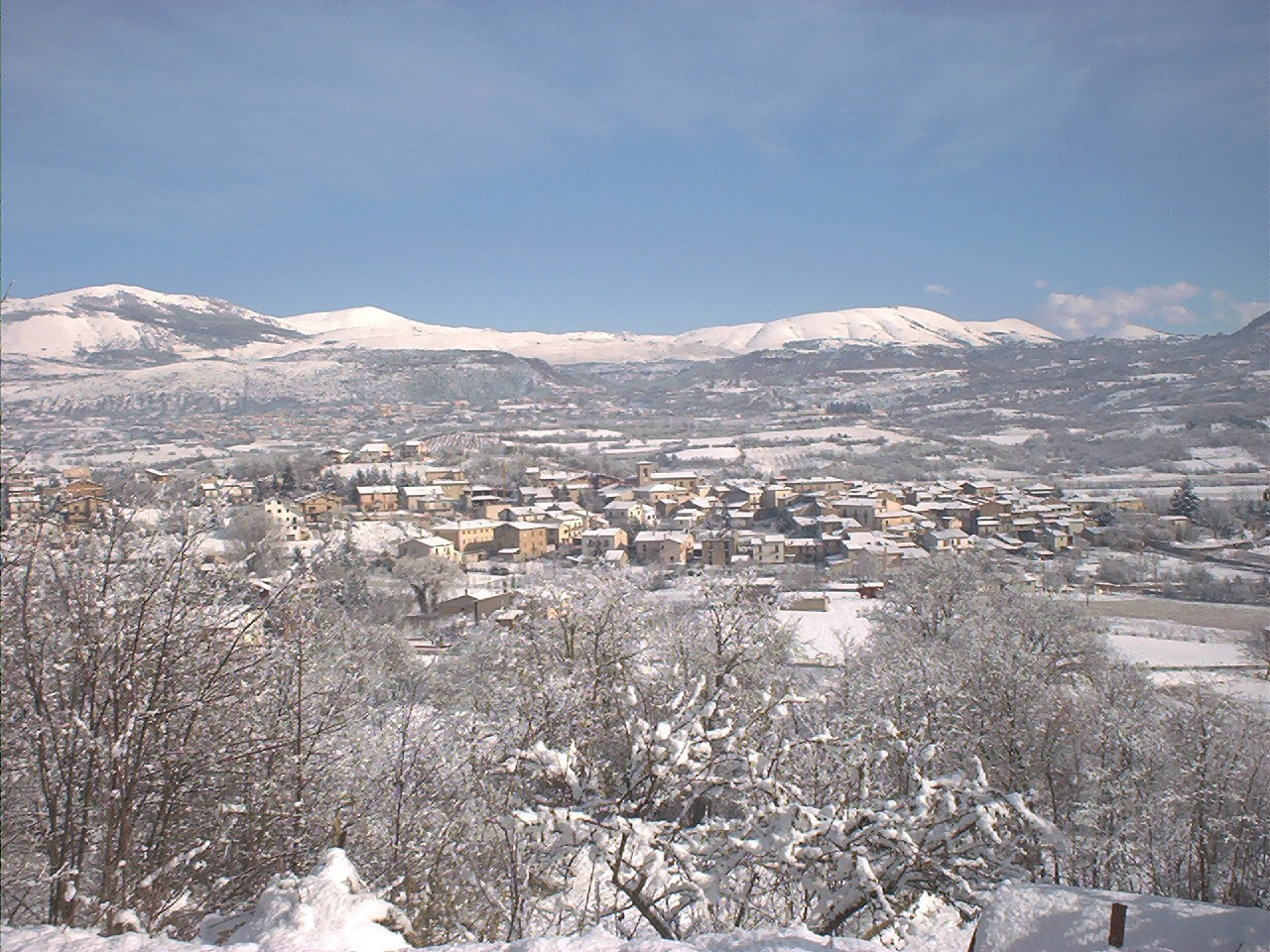
Blick auf Villa Sant’Angelo im Winter

Villa Sant’Angelo ist eine italienische Gemeinde (comune) in der Region Abruzzen und der Provinz L’Aquila und zählt (Stand 31. Dezember 2023) 489 Einwohner. Die Gemeinde liegt etwa 14,5 Kilometer südöstlich von L’Aquila am Aterno und gehört zur Comunità montana Amiternina.